# Carcinopodia furcifasciata
Carcinopodia furcifasciata är en fjärilsart som beskrevs av Butler 1895. Carcinopodia furcifasciata ingår i släktet Carcinopodia och familjen björnspinnare. Inga underarter finns listade i Catalogue of Life.